# USS Pecos (AO-6)
Pour les autres navires du même nom, voir USS Pecos.
L'USS Pecos (AO-6) est un pétrolier ravitailleur de la classe Kanawha en service dans l'US Navy. 
Sa quille a été posé le 2 juin 1920 au chantier naval Charlestown Navy Yard de Boston, dans le Massachusetts. Il est lancé le 23 avril 1921, parrainé par Mme Anna S.Hubbard et mis en service le 25 août 1921. 

## Historique
Au cours des deux décennies précédant l'entrée des États-Unis dans la Seconde Guerre mondiale, le Pecos a opéré dans les océans Atlantique et Pacifique. 
Lorsque le Japon attaque Pearl Harbor en décembre 1941, le Pecos est stationné aux Philippines pour soutenir les navires de la flotte asiatique. Il appareille de Cavite le 8 décembre 1941 pour Bornéo avant de rejoindre Balikpapan le 14. Après avoir fait le plein d'huile et d'essence, le pétrolier rejoint Makassar à Celebes, aux Antilles néerlandaises, où il approvisionne de navires de guerre américains se battant pour ralentir l'avance conséquente des forces japonaises dans le sud-ouest du Pacifique. Le pétrolier quitte Makassar pour Darwin, en Australie, le 22 décembre 1941. 
Il se dirige vers Soerabaja, à Java au début de 1942 où il fait le plein des navires alliés jusqu'à leurs départs le 3 février après un raid aérien japonais ayant détruit la base. Le Pecos rejoint Tjilatjap, son nouveau port d'attache, jusqu'à ce que ses réservoirs de carburant soient vides. Il rejoint alors l'Inde afin de se réapprovisionner. Le 27 février, au large de l'île Christmas, alors que le pétrolier était sur le point de ravitailler le porte-avions Langley et les destroyers Whipple et Edsall, ceux-ci font face à une attaque. Après avoir repoussé les nippons, les navires américains font route vers le sud hors de portée et le transfert est achevé le 1er mars. 
À midi le même jour, des avions du porte-avions japonais Sōryū attaque en une heure à deux reprises. La troisième attaque l'achève en milieu d'après-midi. Selon le pilote Shinsaku Yamakawa de la marine impériale japonaise, l'attaque finale a été menée par des bombardiers en piqué du porte-avions Kaga. 
Le lieutenant-commandant en chef Lawrence J. McPeake a reçu à titre posthume la Silver Star pour sa bravoure pour ses actions à bord du Pecos. Après l'ordre d'abandon du navire donné par le capitaine du navire, le commandant Abernethy, le lieutenant-commandant McPeake a été aperçu en train d'engager un bombardier japonais Aichi D3A1. D'après les témoignages de certains membres d'équipage, il aurait quitté le navire après sa chute. D'autres ont rapporté qu'il avait été vu pour la dernière fois en train de piloter la mitrailleuse. En fait, il s'est éloigné du navire alors qu'il sombrait avec un autre officier de l'équipage. Cependant, son corps n'a jamais été retrouvé et il a finalement été répertorié comme tué au combat après la guerre. Après le naufrage, le Whipple a secouru 232 survivants. De nombreux survivants, bien que visibles par les membres d'équipage du Whipple, n'ont pas pu être sauvés et ont été abandonnés en mer, en raison de la détection de ce que l'on pensait être deux sous-marins ennemis dans une zone à proximité. 